# 精進落とし
精進落とし（しょうじんおとし）は、寺社巡礼・祭礼・神事など、精進潔斎が必要な行事が終わった後に肉・酒の摂取や異性との交わりを再開したり、親類に不幸があって通常の食事を絶って精進料理を摂っていた人が四十九日の忌明けに精進料理から通常の食事に戻すことなどを言う。お斎（おとき、おとぎ）、精進明け、精進上げ、精進落ちとも言う。
かつての伊勢巡礼では、お蔭参りで伊勢に向かう道中で身を謹んでいた巡礼者が、外宮・内宮の参拝後に精進落としをするため遊廓に繰り出したため、古市という大きな遊郭が外宮と内宮の間に栄えた。
現代における「精進落とし」の用法は、初七日法要（本来は死後7日目に行うものだが、現代ではほとんどの地域で火葬場から戻った後に行う）の際に、僧侶や世話役などの労をねぎらう宴席において食事が行われることが多いが、この食事を「精進落とし」と称することが一般的となっている。葬儀式場と火葬場が一体化されている施設（特に市営火葬場にこのような形式が多い）や、火葬場に隣接した葬儀式場においては、火葬の完了を待つ間にこの精進落としを行う事がある。火葬時間は炉の性能などに左右されるものの、通常1時間から1時間半ほどで終わるのでその間に済ませる形である。

## 精進落としの宴席の進め方
宗派や地域にもよるが、一例として、
- 喪主・遺族は、一同をもてなすために料理と酒を準備する。
- 席次は、上座に僧侶や世話役、続いて友人や近親者、末席に喪主と遺族とする。
- 喪主挨拶や僧侶の話の後、飲食に入る。遺族は席を回って一人一人にお礼の言葉を述べる。
- 開宴時間は1時間から2時間ほどで終わらせる。閉宴の挨拶後、僧侶に戒名料と読経料を御布施として渡す。